# Lennart Larsson (skidåkare)
Nils Olov Lennart ("Lill-Järven") Larsson, född 7 februari 1930 i Jörns västra kyrkobokföringsdistrikt i Västerbottens län, död 26 mars 2021 i Sankt Olovs distrikt i Skellefteå, var en svensk längdskidåkare som tävlade under 1950-talet.
Han inledde sin karriär i SK Järven och var med och tog brons på 4 x 10 kilometer under olympiska vinterspelen 1956. Han blev 1958 världsmästare i Lahtis på 4 x 10 kilometer. Han kom på fjärde plats på 4 x 10 km och på 50 km under olympiska vinterspelen 1960 i Squaw Valley. Stor grabb nr 42 inom svensk skidsport, och fyra gånger tvåa och fyra gånger trea i SM.